# Aufforderung zum Tanz (Weber)
Die Aufforderung zum Tanz ist ein von Carl Maria von Weber im Jahre 1819 komponiertes Rondo für Klavier solo. Weber selbst bezeichnete es im Untertitel als Rondo brillant für das Pianoforte.

## Werk
Das Werk steht in Des-Dur und hat die Opuszahl 65 bzw. die Jähns-Verzeichniszahl J 260. Die Spieldauer beträgt 9–10 Minuten. Weber widmete das Stück seiner jungen Frau Caroline von Weber.
Als  Salonmusik des Biedermeier wurde die Aufforderung zum Tanz oft für Orchester bearbeitet. Am bekanntesten ist die Version von Hector Berlioz, der 1841 von der Pariser Oper beauftragt wurde, das Rondo für eine Balletteinlage nach der Oper Freischütz umzuschreiben. Diese Orchestrierung kam beim Publikum gut an, so dass die Aufforderung zum Tanz lange mit dem Freischütz untrennbar verbunden war.
Leopold Godowsky schrieb 1905 ein Kontrapunktisches Arrangement, das er Ferruccio Busoni widmete.

## Programm des Stücks
Das Stück erzählt die Geschichte eines Paares auf einem Ball, bei dem ein Mann ein Mädchen höflich zum Tanz bittet und sie sich, nachdem sie ein paar Runden gedreht haben, höflich wieder voneinander trennen.
Weber legte dem Stück folgendes Programm zugrunde:
- Takte 1–5: Erstes Bitten des Mannes zum Tanze
- Takte 5–9: Die ausweichende Antwort der Dame
- Takte 9–13: Seine drängende Aufforderung
- Takte 13–16: Ihre Zustimmung
- Takte 17–19: Er beginnt, sich mit ihr zu unterhalten
- Takte 19–21: Ihre Erwiderung
- Takte 21–23: Er spricht jetzt warmherzig zu ihr
- Takte 23–25: Ihre einfühlsame Antwort
- Takte 25–27: Spricht sie nochmal in Bezug auf den Tanz an
- Takte 27–29: Ihre Antwort
- Takte 29–31: Sie begeben sich auf die Tanzfläche
- Takte 31–35: Sie warten auf den Beginn des Tanzes
- Der Tanz
- Der Ausklang des Tanzes, er bedankt sich, ihre Antwort, sie trennen sich

## Ballett
1911 schuf der Choreograf Michail Fokine das Ballett „Le Spectre de la Rose“ zu Webers Musikstück. Es wurde bei den Ballets Russes in Monte-Carlo uraufgeführt, die Hauptrollen tanzten Vaslav Nijinsky als Geist der Rose und Tamara Karsawina, die lesend in einem Stuhl saß und träumte.

## Populärkultur
In Jamie Uys' humorvoller Tierdokumentation Die lustige Welt der Tiere wird das Stück effektvoll verwendet, um die Reaktion der tierischen Wüstenbewohner nach dem langerwarteten Regen zu untermalen.

## Bearbeitungen
Gregory Stone und Josef Bonime verwendeten das Thema (Melodie und Harmonisierung) des Walzers in dem Swing-Stück „Let’s Dance“, welches zur Erkennungsmelodie des Benny Goodman Orchestra wurde.